# Мампуру II
Мампуру II (*бл. 1814 — 22 листопада 1883) — кґосі (вождь) держави Марота народу педі в 1879—1883 роках.

## Життєпис
Старший син кґосі Молекуту I та його головної дружини (тімамоло) Кґомомакатане. Після загибелі батька його мати вийшла заміж за молодшого брата Молекуту — Секваті, який всиновив Мампуру.
Після смерті Секваті 1861 року Мампуру вступив у протистояння з названим братом Секукуне. Останній стверджував, що Мампуру незаконний син, оскільки його мати народила він простолюдина, а шлюб її з Секваті був незаконним, оскільки він не подарував весільного подарунка — чорного бика. Зрештою Мампуру зазнав поразки й вимушений був тікати з держави.
Ймовірно перебував на британській території. 1879 року після поразки й захоплення Секукуне I британський командувач Гарнет Вулслі поставив кґосі Мампуру II. Зберігав союз з британцями під час Першої англо-бурської війни.
1882 року за умовами Преторійської конвенції було звільнено Секукуне. Невдовзі того було вбито в Маножі, ймовірно за наказом Мампуру II. Цим вирішив скористатися уряд Південно-африканської Республіки, якому протистояв Мампуру II. Зрештою того було підступно схоплено й повішено в Преторії 1883 року. Владу перебрав Секукуне II.